# Agrostis mackliniae
Agrostis mackliniae é uma espécie de gramínea do gênero Agrostis, pertencente à família Poaceae.